# Hasseho věta
Hasseho věta je tvrzení z algebraické geometrie, které dává dolní i horní odhad pro počet bodů na eliptické křivce nad konečným tělesem. Dokázal ji německý matematik Helmut Hasse, přičemž výsledek již dříve předpověděl Emil Artin.

## Znění věty
Označíme-li N počet bodů na eliptické křivce E nad konečným tělesem s q prvky, pak platí 
{\displaystyle |N-(q+1)|\leq 2{\sqrt {q}}.}